# 氣旋布爾布爾
特強氣旋風暴布爾布爾（英語：Very Severe Cyclonic Storm Bulbul，聯合颱風警報中心編號：23W，印度氣象局編號：BOB 04）是2019年北印度洋氣旋季第7個熱帶氣旋和第6個獲命名的風暴。「布爾布爾」一名由巴基斯坦提供，意指夜鶯。布爾布爾為強烈熱帶風暴麥德姆的殘留雲系移入印度洋發展所形成。

## 發展過程
11月2日下午2時，麥德姆的殘餘進入印度洋。4日下午1時，聯合颱風警報中心將其再次評級為「低」。
11月5日下午，印度氣象局將其殘餘雲系升格為低氣壓，給予編號BOB 04。隨後，聯合颱風警報中心將其再次評級提升為「中」。
11月6日下午，聯合颱風警報中心將其再次評級提升為「高」，並發布熱帶氣旋形成警報。
11月7日凌晨，聯合颱風警報中心將其再次升格為熱帶風暴。上午5時，印度氣象局升格其為熱帶風暴，並命名其為布爾布爾（Bulbul）。
11月10日凌晨2時半，布爾布爾於印度西孟加拉邦的薩格爾島登陸。

## 外部連結
- 印度氣象局 （页面存档备份，存于）
- 聯合颱風警報中心 （页面存档备份，存于）